# Kelly Trump
Kelly Trump (Bottrop, 27 agosto 1970) è un'ex attrice pornografica tedesca.

## Biografia
Kelly Trump cresce a Gelsenkirchen in un ambiente familiare difficile. Il patrigno, un uomo violento, la maltratta regolarmente. Studia per diventare assistente in uno studio dentistico e, successivamente, inizia a ballare a livello professionale.
Nel 1994 le viene chiesto da un amico se vuole posare per delle foto e fare spettacoli erotici. Poco dopo riceve l'offerta di partecipare ad un film che verrà girato nei Caraibi. Solo dopo il casting scopre che la pellicola, Dangerous Dreams, è un film porno. Decide di accettare il ruolo ed inizia così la sua carriera nell'industria della pornografia.
Nel 1995 e 1996 Kelly Trump gira alcuni film porno all'estero con registi quali Marc Dorcel, John Leslie e Joe D'Amato. Questo la aiuta a costruirsi una fama internazionale e, nel 1997, firma un contratto di esclusiva con la Multi Media Verlag.
Nel 2001, in occasione dei Venus Awards a Berlino, annuncia la sua intenzione di recitare come attrice anche in film non pornografici. Nel 2002 prende parte a Wie die Karnickel di Sven Unterwaldt, pellicola sceneggiata da Ralf König sulla base di un suo omonimo fumetto. Nel 2004 partecipa al reality show Die Alm, trasmesso da ProSieben. Dal 6 gennaio 2005 conduce Love Check sulla televisione digitale LoveNight TV. Le trasmissioni di LoveNight TV tuttavia chiudono il 31 ottobre 2007.
Nell'ottobre 2005 pubblica, assieme a Werner Schlegel, la sua autobiografia intitolata Porno - Ein Star packt aus. Il 24 luglio 2008 appare in un piccolo ruolo nella serie TV Niedrig und Kuhnt – Kommissare ermitteln, nell'episodio Ausgeknipst. Da aprile 2008 dirige, sulla versione tedesca di FHM, la colonna Einsichten ("Approfondimenti"). Il 26 aprile 2009 e l'11 aprile 2010 partecipa al programma televisivo Das perfekte Promi-Dinner su VOX.
Kelly Trump vive con il suo partner, l'ex membro degli Scooter Axel Coon, a Gelsenkirchen.
Il cantante Lotto King Karl ha dedicato all'attrice una canzone intitolata Lang lebe Kelly Trump. Nel 2008 il rapper Kollegah la cita in un verso della sua canzone Bad Boy.

## Riconoscimenti
- Festival internazionale dell'erotismo di Bruxelles 1995 – Miglior attrice
- Festival internazionale dell'erotismo di Bruxelles 1997 – Miglior attrice
- Venus Award 1997 – Miglior attrice tedesca
- Venus Award 1999 – Miglior attrice tedesca
- Venus Award 2001 – Miglior attrice tedesca

## Filmografia
- Ein Bett für Zehn (1994)
- Concetta Licata, regia di Mario Salieri (1994)
- Passione travolgente a Venezia, regia di Joe D'Amato e Cameron Grant (1995)
- The Voyeur 3, regia di John Leslie (1995)
- Cyberanal, regia di James Avalon (1995)
- 120 giornate di Sodoma (120 Days of Anal), regia di Joe D'Amato (1995)
- Amsterdam Nights, regia di Roy Alexandre (1996)
- Messalina, regia di Joe D'Amato (1996)
- Amadeus Mozart, regia di Joe D'Amato (1996)
- Cuore di pietra, regia di Silvio Badinelli (1996)
- Le fatiche erotiche di Ercole, regia di Joe D'Amato (1997)
- Olympus - Rifugio degli dei, regia di Joe D'Amato (1997)
- Chinese Kamasutra II, regia di Joe D'Amato (1997)
- Selvaggia - Anima ribelle, regia di Joe D'Amato (1997)
- Mata Hari - The Missing Piece, regia di Mario Bianchi (1998)
- Porno Giganten, regia di Nicky Ranieri (1998)
- 00Sex, es ist niemals zu spät!, regia di Ferdinand Hillman (1998)
- Ercole e Sansone nella terra delle Amazzoni, regia di Joe D'Amato (1998)
- 00Sex im Auge des Orkans, regia di Ferdinand Hillman (1999)
- Biancaneve... dieci anni dopo, regia di Franco Lo Cascio (1999)
- Malavita (Der Boss), regia di Ferdinand Hillman (1999)
- Le magnifiche 7, regia di Mario Bianchi (1999)
- Sorelle perverse (Diabolische Geschwister), regia di Ferdinand Hillman (2000)
- Puttana di notte, regia di Gianfranco Romagnoli (2000)
- Sodoma & Gomorra, regia di Joe D'Amato (2000)
- Marylin, regia di Franco Lo Cascio (2000)
- Eine schrecklich nette Familie, regia di Ferdinand Hillman (2001)
- Das Imperium, regia di Ferdinand Hillman (2001)
- Eiskalte Engel, regia di H.C. Meteor (2001)
- Supergirl: Titten aus Stahl, regia di Ferdinand Hillman (2001)
- German Beauty, regia di H.C. Meteor (2001)
- Die Fraueninsel, regia di Ferdinand Hillman (2002)
- Scooter: Encore - The Whole Story, regia di Marc Schölermann (2002)
- Wie die Karnickel, regia di Sven Unterwaldt (2002)
- Hotel der Lüste, regia di Ferdinand Hillman (2003)
- Mädchen Nr. 1, regia di Stefan Holtz - film TV (2003)
- Alles Atze - serie TV, episodio 4x01 (2004)
- Agnes und seine Brüder, regia di Oskar Roehler (2004)
- Der Hausmeister (2005)
- Scooter: Excess All Areas, regia di Marc Schölermann (2006)